# Anna's Zorg
Anna's Zorg of Annaszorg is een voormalige plantage aan het Warappakanaal (richting oceaan gaande aan de rechterhand) in de kolonie Suriname. Voorheen heette de plantage (grond) Meyershoop. In het Surinaams heette de plantage Barbakoeba en ook wel Goedoefrouw (naar Godeffroy).

## Geschiedenis
Rond 1729 ontvluchtte de moeder van vrijheidsstrijder Boni Meyershoop of Barbakoeba. Naar verluidt was zij op dat moment in verwachting van deze zoon. De plantage heeft daarmee een plaats in de bewogen geschiedenis van de Marrons van Suriname.  
Omstreeks 1758 kocht Anna Maria Thomas (? - 1768), reeds eigenaar van koffieplantage Bethlehem, plantage Meyershoop en hernoemde die tot Anna's Zorg. De plantage was dus haar privé-bezit. Het is daarom vreemd dat een Surinaamse naam voor de plantage Goedoefrouw luidt - naar haar man Godeffroy. Mogelijk waren de echtelieden gescheiden, maar beheerde Godeffroy op haar verzoek alsnog de plantage. Anna had geen kinderen; de kinderen van haar broer (Pierre Adam Thomas) erfden de plantage.
In 1758 was de plantage 300 Surinaamse akkers groot, ongeveer 215 hectare. In 1784 /85 werd het door de nieuwe eigenaren met 750 akkers uitgebreid.
Op Anna's Zorg werd aanvankelijk katoen en koffie verbouwd. Later, in elk geval in 1818, ook banaan.
In 1851 was de grond reeds uit productie en werd een deel verkocht aan de EBGS-gemeente die er een kerkje bouwde (in gebruik genomen in 1853). Anna's Zorg wordt niet genoemd in de emancipatieregisters van 1863 en was toen waarschijnlijk verlaten. 
In 1871 werd de plantagegrond geveild, maar de nieuwe eigenaar heeft er weinig mee gedaan. De EBG-post bleef nog wel in functie, tot 1880, toen de plantagegronden werden geretourneerd in de boezem van het Domein. De bevolking aan de Warappakreek was sterk terug gelopen. Waarschijnlijk is het kerkje gedemonteerd en verplaatst naar een nieuwe locatie; de in 1882 gebouwde Rust en Vrede-kerk lijkt afkomstig van Anna’s Zorg.
In 1908 waren alle plantages aan de Warappakreek verlaten. Dat wil niet zeggen dat de kreek onbewoond was; waarschijnlijk waren er kampongs met vissers en kleinlandbouwers.

## Eigendomssituaties
(naar jaar)
- 1758: Anna Maria Thomas, gehuwd geweest met Isaac Godeffroy
- 1768: J.M. Thomas, J.C. van Muller, geboren Van Ommeren
- 1793: H.Z. Couderc, J.M. Thomas, W.H. v. Ommeren, F.H. Spiering
- 1821: J.M. Thomas, J.C. van Muller, geb. Van Ommeren
- 1825: H.Z. Couderc, erven J.M. Thomas, J.H. Friderici, J.C. Muller, geb. Van Ommeren en F.J.R.L. van Onna
- 1832: Erven Weduwe H.Z. Couderc, erven J.M. Thomas, J.H. Friderici, J.C. Muller, geb. Van Ommeren en F.J.R.L. van Onna
- 1839: Erven weduwe Mr. H.Z. Couderc, Weduwe J.C. Muller, geb. Van Ommeren en Mr. J.H. de Friderici
- 1851: Evangelische Broedergemeente Suriname; twaalf hectaren van de reeds verlaten plantagegrond
- 1871: L.M. Overloon
- 1880: Domeingrond (koloniale overheid)